# Wheatland (Kalifornia)
Wheatland – miasto w Stanach Zjednoczonych, w stanie Kalifornia, w hrabstwie Yuba. Według spisu ludności przeprowadzonego przez United States Census Bureau, w roku 2010 miasto Wheatland miało 3456 mieszkańców.